# Мировой Гран-при по волейболу 1997
5-й розыгрыш Гран-при — международного турнира по волейболу среди женских национальных сборных — прошёл с 8 по 31 августа 1997 года в 7 городах 5 стран с участием 8 команд. Финальный этап был проведён в Кобе (Япония). Победителем турнира впервые в своей истории стала сборная России.

## Команды-участницы
Россия, Нидерланды — по результатам мирового рейтинга среди команд CEV;
Китай, Япония, Южная Корея — по результатам мирового рейтинга среди команд AVC;
Куба, США — по результатам мирового рейтинга среди команд NORCECA;
Италия — вместо отказавшейся от участия сборной Бразилии.

## Система проведения розыгрыша
На предварительном этапе 8 команд-участниц выступали по туровой системе. В каждом туре (всего их было три) команды делились на четвёрки и проводили в них однокруговые турниры. Все результаты шли в общий зачёт. В играх финального этапа, проходившего по круговой системе, участвовали хозяин финала Япония и три лучшие команды по итогам предварительного этапа.

## Предварительный этап
8—24 августа

### Турнирная таблица
| М | Команда     | И | В | П | С/П   | О  |
| - | ----------- | - | - | - | ----- | -- |
| 1 | Россия      | 9 | 9 | 0 | 27:5  | 18 |
| 2 | Южная Корея | 9 | 7 | 2 | 22:9  | 16 |
| 3 | Куба        | 9 | 6 | 3 | 23:13 | 15 |
| 4 | Китай       | 9 | 6 | 3 | 22:12 | 15 |
| 5 | Италия      | 9 | 4 | 5 | 15:21 | 13 |
| 6 | Япония      | 9 | 3 | 6 | 11:22 | 12 |
| 7 | Нидерланды  | 9 | 1 | 8 | 10:24 | 10 |
| 8 | США         | 9 | 0 | 9 | 5:27  | 9  |

### 1-й тур
8—10 августа

#### Группа А
Макао
8.08: Россия — США 3:0 (15:1, 15:8, 15:3); Китай — Италия 3:0 (15:6, 15:6, 15:11).
9.08: Россия — Италия 3:0 (15:10, 15:5, 15:3); Китай — США 3:0 (15:0, 15:7, 15:4).
10.08: Италия — США 3:2 (14:16, 15:6, 15:13, 12:15, 15:7); Россия — Китай 3:1 (15:10, 10:15, 15:9, 15:13).

#### Группа В
Сувон
8.08: Южная Корея — Нидерланды 3:2 (13:15, 15:4, 15:13, 10:15, 15:10); Япония — Куба 3:2 (15:8, 15:11, 8:15, 14:16, 15:13).
9.08: Южная Корея — Япония 3:0 (15:5, 15:8, 15:11); Куба — Нидерланды 3:2 (15:13, 7:15, 15:11, 15:17, 15:12).
10.08: Южная Корея — Куба 3:1 (15:12, 13:15, 15:12, 15:11); Япония — Нидерланды 3:0 (15:2, 15:11, 15:9).

### 2-й тур
15—17 августа

#### Группа С
Тайбэй
15.08: Южная Корея — США 3:0 (15:4, 15:4, 15:4); Россия — Нидерланды 3:0 (15:0, 16:14, 15:2).
16.08: Нидерланды — США 3:0 (15:2, 15:12, 15:5); Россия — Южная Корея 3:0 (15:8, 15:9, 15:8).
17.08: Южная Корея — Нидерланды 3:0 (15:7, 15:3, 15:5); Россия — США 3:0 (17:15, 15:4, 15:2).

#### Группа D
Гонконг
15.08: Куба — Япония 3:0 (15:3, 15:4, 15:6); Италия — Китай 3:2 (15:11, 15:10, 6:15, 4:15, 18:16).
16.08: Куба — Италия 3:0 (15:9, 15:6, 15:8); Китай — Япония 3:0 (15:7, 15:5, 15:11).
17.08: Италия — Япония 3:0 (15:2, 15:10, 15:6); Куба — Китай 3:1 (16:14, 15:11, 8:15, 15:7).

### 3-й тур
22—24 августа

#### Группа Е
Гифу
22.08: Россия — Куба 3:2 (14:16, 14:16, 15:8, 15:12, 15:12); Япония — США 3:2 (9:15, 15:7, 15:10, 11:15, 15:12).
23.08: Россия — Япония 3:1 (15:1, 15:5, 13:15, 15:12); Куба — США 3:0 (15:4, 16:14, 15:4).
24.08: Куба — Япония 3:1 (15:7, 12:15, 15:12, 15:13); Россия — США 3:1 (15:9, 4:15, 15:6, 15:5).

#### Группа F
?
22.08: Южная Корея — Италия 3:1; Китай — Нидерланды 3:0.
23.08: Южная Корея — Нидерланды 3:1; Китай — Италия 3:2.
24.08: Италия — Нидерланды 3:2; Китай — Южная Корея 3:1.

## Финальный этап
29—31 августа.  Кобе.
| М | Команда     | 1   | 2   | 3   | 4   | И | В | П | С/П | О |
| - | ----------- | --- | --- | --- | --- | - | - | - | --- | - |
| 1 | Россия      |     | 3:2 | 3:0 | 3:0 | 3 | 3 | 0 | 9:2 | 6 |
| 2 | Куба        | 2:3 |     | 3:1 | 3:0 | 3 | 2 | 1 | 8:4 | 5 |
| 3 | Южная Корея | 0:3 | 1:3 |     | 3:1 | 3 | 1 | 2 | 4:7 | 4 |
| 4 | Япония      | 0:3 | 0:3 | 1:3 |     | 3 | 0 | 3 | 1:9 | 3 |

29.08: Куба — Южная Корея 3:1 (16:17, 15:7, 15:3, 15:3); Россия — Япония 3:0 (16:14, 15:1, 15:7).
30.08: Россия — Южная Корея 3:0 (15:4, 15:9, 17:15); Куба — Япония 3:0 (15:12, 15:8, 15:9).
31.08: Россия — Куба 3:2 (15:8, 10:15, 4:15, 15:9, 15:13); Южная Корея — Япония 3:1 (10:15, 15:7, 15:2, 15:5).

## Итоги

### Положение команд
| Россия        |
| Куба          |
| Южная Корея   |
| 4. Япония     |
| 5. Китай      |
| 6. Италия     |
| 7. Нидерланды |
| 8. США        |

### Призёры
Россия: Наталья Морозова, Анастасия Беликова, Елена Батухтина, Елена Година, Татьяна Меньшова, Евгения Артамонова, Елизавета Тищенко, Елена Василевская, Татьяна Грачёва, Ольга Чуканова, Наталья Сафронова, Наталья Шигина, Ирина Тебенихина. Главный тренер — Николай Карполь.
  Куба.
  Южная Корея.

### Индивидуальные призы
MVP:  Елена Батухтина
Лучшая нападающая:  Елизавета Тищенко
Лучшая блокирующая:  Регла Торрес
Лучшая на подаче:  Игуми Огакэ
Лучшая в защите:  Игуми Огакэ